# Gonen
Gonen (hebreiska: גונן) är en ort i Israel. Den ligger i distriktet Norra distriktet, i den norra delen av landet. Gonen ligger 112 meter över havet och antalet invånare är 314.
Terrängen runt Gonen är lite bergig. Runt Gonen är det tätbefolkat, med 427 invånare per kvadratkilometer. Närmaste större samhälle är Qiryat Shemona, 11,6 km nordväst om Gonen. Trakten runt Gonen består till största delen av jordbruksmark.